# آزار و اذیت در لیون

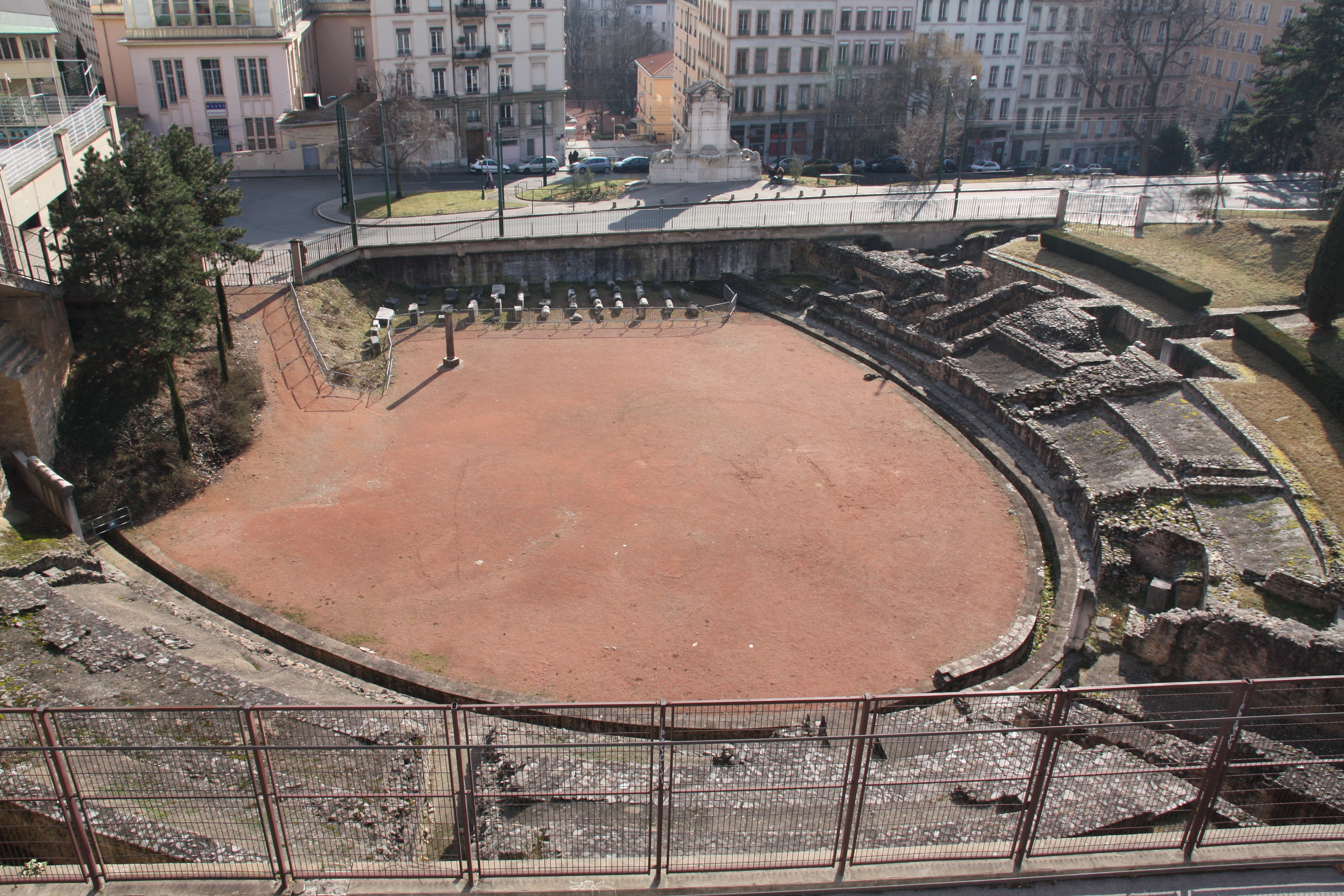
آمفی تئاتر سه گال در لیون ستون یادبود موجود در این میدان، یادبود افرادی است که در جریان این آزار و شکنجه کشته شدند.

آزار و اذیت در لیون (انگلیسی: Persecution in Lyon) در سال ۱۷۷ پس از میلاد، آزار و شکنجه مسیحیان در لوگدونوم، گال روم (لیون کنونی، فرانسه)، در زمان سلطنت مارکوس آئورلیوس حک. ۱۶۱–۱۸۰–  بود. ضبط شده در نامه ای معاصر آن زمان که توسط یوسبیوس قیصریه تاریخ کلیسا (یوسبیوس)، کتاب ۵، فصل ۱، که ۱۵۰ سال بعد در فلسطین نوشته شده‌است، حفظ شده‌است. گریگوری تور همچنین آزار و شکنجه در قرن ششم را در «De Gloria martehidum" توصیف می‌کند.

## زمینه
لوگدونوم یک شهر مهم رومی در گال بود. این شهر در سال ۴۳ قبل از میلاد توسط لوسیوس موناتیوس پلانکوس بر روی رودخانه رون تأسیس شد و به عنوان مرکز در استان روم گالیا لوگدوننسیس عمل می‌کرد. امپراتور کلودیوس در لوگدونوم به دنیا آمد. اولین جامعه مسیحی شناخته شده‌ای که مدتی در قرن دوم در لوگدونوم تأسیس شد توسط اسقفی به نام سنت پوتینوس از آسیای صغیر رهبری می‌شد.
در دو قرن اول دوران مسیحیت، مقامات محلی رومی بودند که عمدتاً مسئول آزار و شکنجه بودند. در قرن دوم، سزارها تا حد زیادی راضی بودند که مسیحیت را به عنوان یک مشکل محلی در نظر بگیرند و رسیدگی به آن را به زیردستان خود واگذار کردند. تا زمان پادشاهی دقیانوس (۲۴۹–۲۵۱) آزار و اذیت محلی و پراکنده بود. برای فرمانداران رومی مسیحی بودن به خودی خود یک عمل خرابکارانه بود، زیرا مستلزم امتناع از قربانی کردن برای خدایان روم، از جمله امپراتور خدایی شده بود.